# Fernanda Oliveira (modelo)

Fernanda Oliveira é uma modelo brasileira.

## Biografia
Filha de pais separados mudou-se com sua mãe para a Suiça aos 8 anos de idade, na sua adolescência vivia em ponte aérea com o Brasil, e aos 16 anos decide voltar a residir em Abreu e Lima sua cidade natal.
Influenciada pelo pai logo deixa de lado o plano de tornar-se engenheira mecânica e foca no mundo da moda. Passou um período modelando em Recife e volta para a Suiça.
Depois de um tempo "parada" retorna ao Brasil e tem a oportunidade de ser agenciada pela Way Model em São Paulo
Dona de uma personalidade e estilo únicos chama a atenção de todos na sua estreia no São Paulo Fashion Week- N42 onde participou de 11 desfiles tornando-se assim o destaque da temporada. Logo após viaja para Paris e assina um contrato de exclusividade com a Yves Saint Laurent sendo alvo de polemicas envolvendo uma campanha da marca. Fernanda segue sendo estrela de inúmeras campanhas para marcas como: Dior, Louis Vuitton,Versace, Moschino, Tom Ford, Dolce e Gabbana, Fendi dentre outras. Além de desfiles nas maiores semanas de moda do mundo como Paris Fashion Week e Milan Fashion Week e capas de revista como Vogue.

## Agências
- Two Management - Nova Iorque
- Ford Models - Paris
- Why Not Model Management - Milão
- Two Management - Barcelona
- Two Management Germany - Berlin
- Two Management Scandinavia - Copenhagen
- Two Management - Los Angeles
- Merci Management - Sydney
- Bravo Models - Tóquio

Fonte: Models.com

## Ligações Externas
- Fernanda Oliveira no Instagram
- Fernanda Oliveira. no IMDb.
- Models.com